# Дялу-Каселор
Дялу-Каселор (рум. Dealu Caselor) — село у повіті Алба в Румунії. Входить до складу комуни Селчуа.
Село розташоване на відстані 302 км на північний захід від Бухареста, 36 км на північний захід від Алба-Юлії, 47 км на південь від Клуж-Напоки.

## Населення
За даними перепису населення 2002 року у селі проживали 113 осіб, усі — румуни. Усі жителі села рідною мовою назвали румунську.